# Svařování plamenem

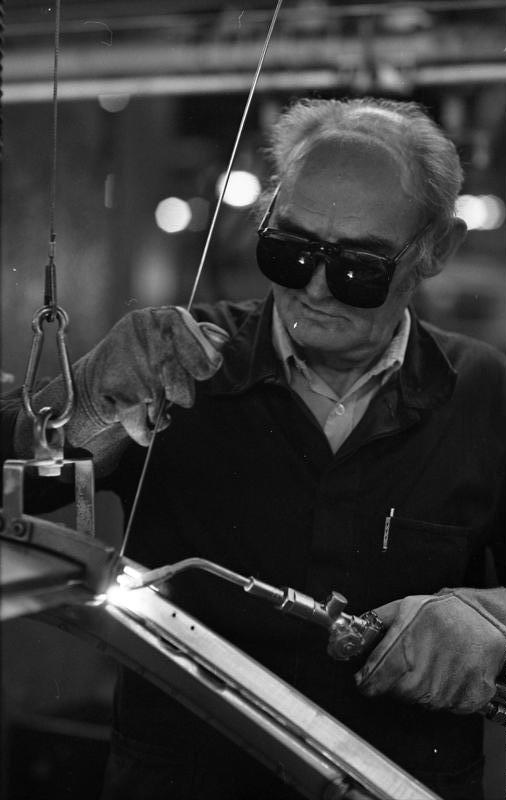
Plamenové svařování automobilové karoserie se svařovacím drátem

Svařování plamenem nebo plamenové svařování, zastarale[zdroj⁠?!] autogenní svařování, patří mezi tzv. tavné metody svařování. Metoda využívá teplo získávané spalováním směsi hořlavého plynu a kyslíku pro natavení svarových ploch a roztavení přídavného materiálu. Nejvhodnější pro svařování ocelí je kyslíko-acetylenový plamen, jiné směsi hořlavých plynů a kyslíku nebo vzduchu se používají pro kovy s nižší teplotou tavení. S drobnými rozdíly ve vybavení a použití směsi plynů se podobná technika využívá i při plamenovém řezání kovů kyslíkem.

## Historie
Prvním krokem k plamenovému svařování byl vynález hořáku pro kyslíko-vodíkový plamen americkým chemikem Robertem Harem v roce 1801.
Vlastnosti acetylenu jako plynu sice popsal již v roce 1836 Angličan Edmund Davy, ale až francouzský chemik Marcellin Berthelot mu dal název acetylen a zavedl jej do technické praxe v roce 1860. Objev postupu průmyslové výroby karbidu vápníku v roce 1892 Francouzem Henrim Moissanem umožnil zkonstruovat první vyvíječe acetylenu pro komerční účely.
V následujících letech francouzský chemik Henry Louis LeChatelier zkoumal fenomén hoření kyslíko-acetylenové směsi.
Po vynálezu svařovacího hořáku Charlesem Picardsem v roce 1901 v Paříži, bylo v roce 1903 kyslíko-acetylenové svařování představeno komerčně. Přesně o deset let později Percy Avery a Carl Fisher představili první tlakovou láhev pro acetylen.

## Charakteristika
Zdrojem tepla plamenového svařování je spalování hořlavého plynu ve směsi s kyslíkem nebo vzduchem. Pro svařování se nejčastěji používá směs acetylenu a kyslíku, protože tato směs ve správném poměru umožňuje dosáhnout teploty plamene až okolo 3200 °C, která je dostatečná i pro svařování ocelí. Jako hořlavý plyn lze využít pro svařování i vodík nebo propan, ale teplota plamene je nižší. U směsi kyslíku a vodíku nebo propanu může dosáhnout maximálně 2500 °C. To stačí ke svařování kovů s nižším bodem tavení jako je hliník, hořčík nebo olovo.
Ve směsi s kyslíkem se další hořlavé plyny, např. propan, butan nebo metan používají spíše pro pájení, tepelné zpracování svařenců a pro čištění povrchů plamenem. Přestože se jedná o jednu z nejlevnějších metod svařování, její význam ustupuje a v současné době se používá zejména v opravárenství, při renovacích, při klempířských a instalatérských pracích apod.

### Kyslíko-acetylenový plamen

Náčrtek kyslíko-acetylenového plamene: (a) svařovací kužel, (b) závoj, (c) chvost

Hoření kyslíko-acetylenového plamene probíhá obvykle ve dvou fázích. V první fázi dochází k nedokonalému spalování na povrchu vnitřního plamenu, tzv. svařovacího kužele (a), při němž se acetylen rozkládá na vodík a uhlík, který se spaluje na oxid uhelnatý. Vnitřní plamen má redukční účinky.
C2H2 + O2 → 2CO + H2 + teplo
Ve druhé fázi dochází ke spalování ve vnějším plameni (b), kde si plamen k reakci přibírá kyslík z okolní atmosféry. Vnější plamen má výrazné oxidační účinky.
2CO + H2 + 3O → 2CO2 + H2O + teplo
Kyslíko-acetylenový plamen se při použití směsi kyslíku k acetylenu v poměru 1,2 až 1:1 nazývá neutrální plamen, protože jeho chemické složení téměř nebo vůbec neovlivňuje tavnou lázeň. Tento typ plamene se používá při svařování ocelí.

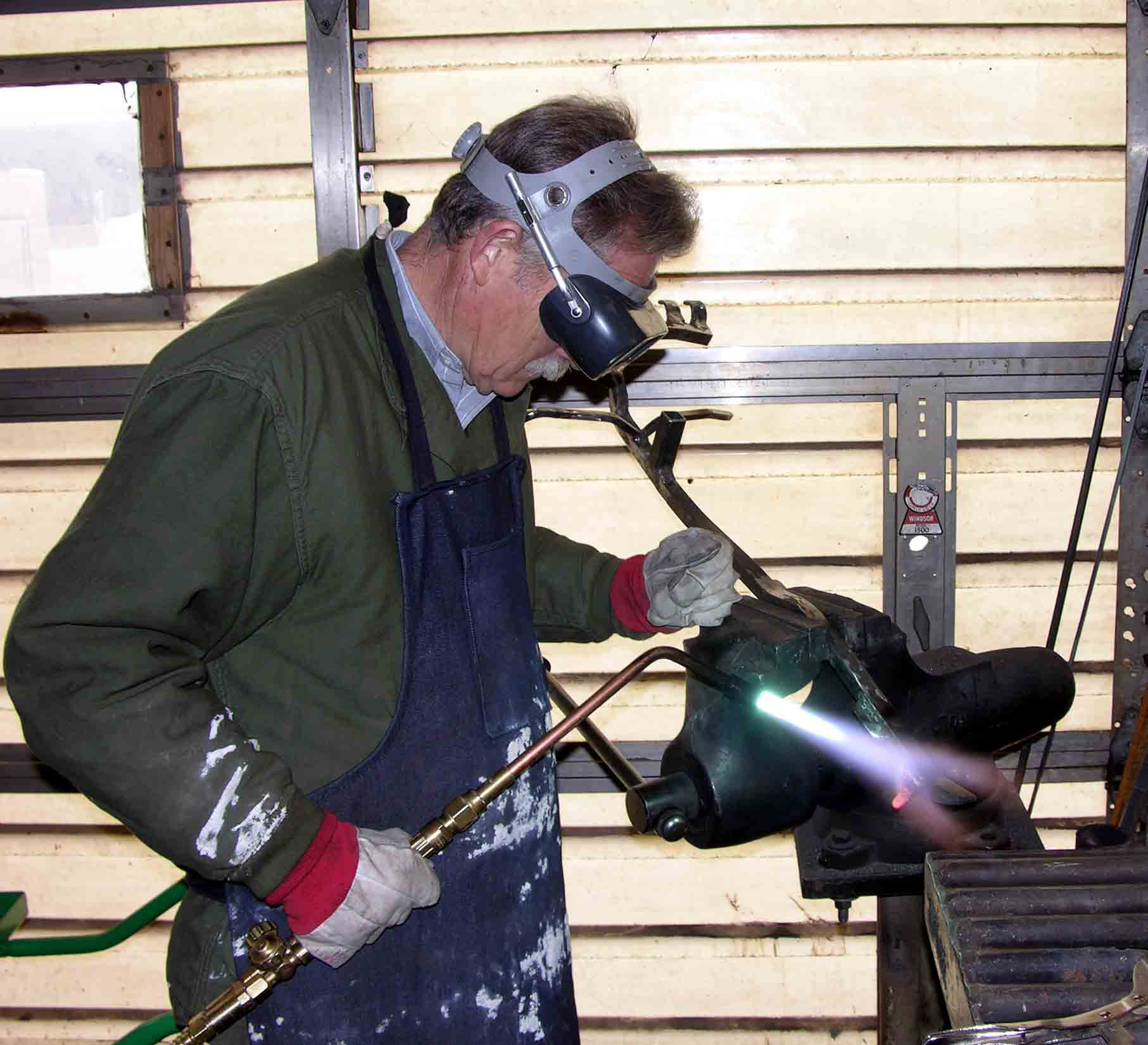
Použití oxidačního kyslíko-acetylénového plamene

Při vyšším poměru acetylenu ke kyslíku se tvoří tzv. redukční plamen, charakterizovaný přebytkem uhlíku a maximální teplotou okolo 3040 °C. Vlivem redukčního plamene dochází k nauhličení svarové lázně. Při svařování ocelí nauhličení způsobí zvýšení tvrdosti při současném zkřehnutí svarového kovu. Zvýšení tvrdosti povrchu oceli, tzv. cementování, se využívá pro výrobu otěruvzdorných ocelí. Dále se redukční plamen používá pro svařování hořčíku, hliníku a jejich slitin, protože na rozdíl od kyslíku se uhlík v hliníku ani hořčíku nerozpouští.
Vyšší teploty plamene lze dosáhnout při vyšším obsahu kyslíku ku acetylenu při použití oxidačního plamene v poměru zhruba 1,5:1. Oxidační plamen ale není vhodný pro svařování ocelí ani hliníku, neboť vyšší obsah kyslíku způsobuje zkřehnutí svarového spoje. Používá se jen pro svařování některých mosazí a bronzů.
Poměr kyslíku a acetylenu lze zjišťovat podle vzhledu plamene. U neutrálního plamene je svařovací kužel ostře ohraničený a oslnivě bílý. U redukčního plamene je svařovací plamen oslnivě bílý a překrytý bělavým závojem s redukčním účinkem. Čím více acetylenu směs obsahuje, tím je bělavý závoj delší. U oxidačního plamene je svařovací plamen velmi krátký a modrofialové barvy.
Kromě správného poměru směsi plynů je třeba ještě správně nastavit intenzitu plamene, tedy výstupní rychlost plamene.
Měkký plamen, tj. plamen s malou výstupní rychlostí od 70 do 100 m/s, je nestabilní a může způsobit tzv. zpětné šlehnutí plamene. Používá se především pro pájení. Pro svařování se používá střední plamen s výstupní rychlostí od 100 do 120 m/s. Ostrý plamen s rychlostí vyšší než 120 m/s se pro svůj dynamický účinek používá pro bodový ohřev, rovnání nebo čištění.

### Kyslíko-vodíkový plamen
Kyslíko-vodíkový plamen dosahuje zhruba 2500 °C při takovém poměru obou plynů, který se hodí pro svařování hliníku, hořčíku a jejich slitin nebo olova. Pro dosažení vyšší teploty je nutné zvýšit podíl dodávaného kyslíku, takový plamen však již není vhodný pro svařování ocelí.
K hoření kyslíko-vodíkového plamene dochází při poměru kyslíku a vodíku v poměru 1:2 (1:4).
2H2 + O2 → 2H2O + teplo
Kyslíko-vodíkový plamen lze použít jak pro pájení, tak také při žárovém stříkání kovů.
Jednou z největších nevýhod kyslíko-vodíkového plamene je špatná viditelnost plamene, takže nastavení správného poměru plynů podle vzhledu plamene je obtížné.

### Použití dalších hořlavých plynů a směsí

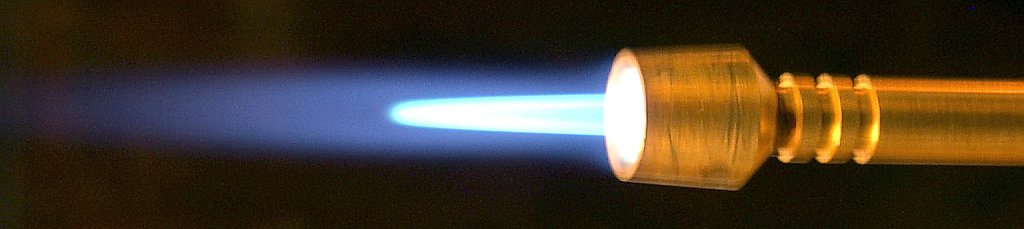
Kyslíko-butanový plamen s přebytkem kyslíku

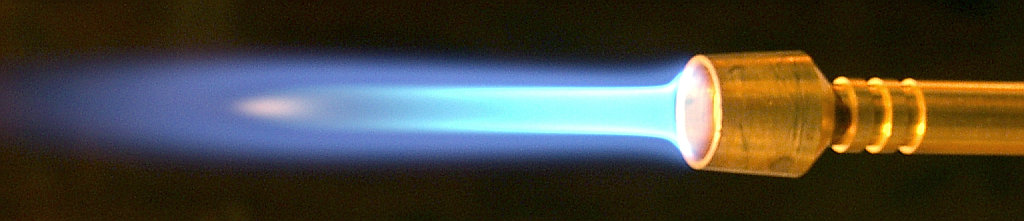
Kyslíko-butanový plamen s přebytkem butanu

Další hořlavé plyny, jako např. metan, propan nebo butan, nejsou pro svařování ocelí příliš vhodné, protože poměr plynů pro dosažení vyšší teploty znamená oxidační typ plamene, kdežto při redukčním typu plamene není možné dosáhnout požadované teploty. Proto se ostatní plyny používají spíše pro svařování nízkotavitelných kovů a slitin, při pájení, ohřevu a dohřevu ocelových svarových spojů a při kyslíkovém řezání.
Hoření kyslíko-metanového plamene lze zapsat následující rovnicí:
CH4 + 2O2 → CO2 + 2H2O + teplo
a hoření kyslíko-propanového plamene:
C3H8 + 5O2 → 3CO2 + 4H2O + teplo.
Směs vzduchu a acetylenu lze také použít, ale spíše pro pájení, protože teplota plamene je podstatně nižší než u kyslíko-acetylenového plamene. Spalování probíhá na principu Bunsenova kahanu, kdy si acetylen proudící tryskou nasává potřebné množství vzduchu z okolí.

### Přídavný materiál a tavidla
Jako přídavný materiál se používají svařovací dráty stejného nebo podobného chemického složení jako svařovaný základní materiál. Na kvalitě přídavného materiálu závisí i kvalita hotového svaru. Ocelové svařovací dráty bývají poměděné kvůli ochraně proti korozi. Průměry svařovacích drátů odpovídají tloušťce svařovaného základního materiálu. Pro rafinaci svarové lázně se ocelové svařovací dráty legují manganem a křemíkem.
Pro svařování litiny se většinou používají tyčky z obdobného materiálu se zvýšeným obsahem grafitizačních přísad (cca 3,5 % křemíku).
Přídavný materiál pro měď je legován stříbrem nebo fosforem pro zvýšení svařitelnosti.
Hliník pro svařovací dráty má být velmi čistý nebo legovaný titanem, pro hliníkové slitiny má chemicky obdobné složení jako základní materiál.
Při svařování kovů s vyšší afinitou ke vzdušnému kyslíku je nutné použít tavidla, které zabrání přístupu kyslíku k roztavenému kovu. Tavidlo také napomáhá k roztavení vrstvy oxidů na povrchu kovů, např. Al2O3. Tavidla se používají u mědi, hliníku, bronzu, mosazi, niklu, elektronu, zinku, a dalších.

## Technologie

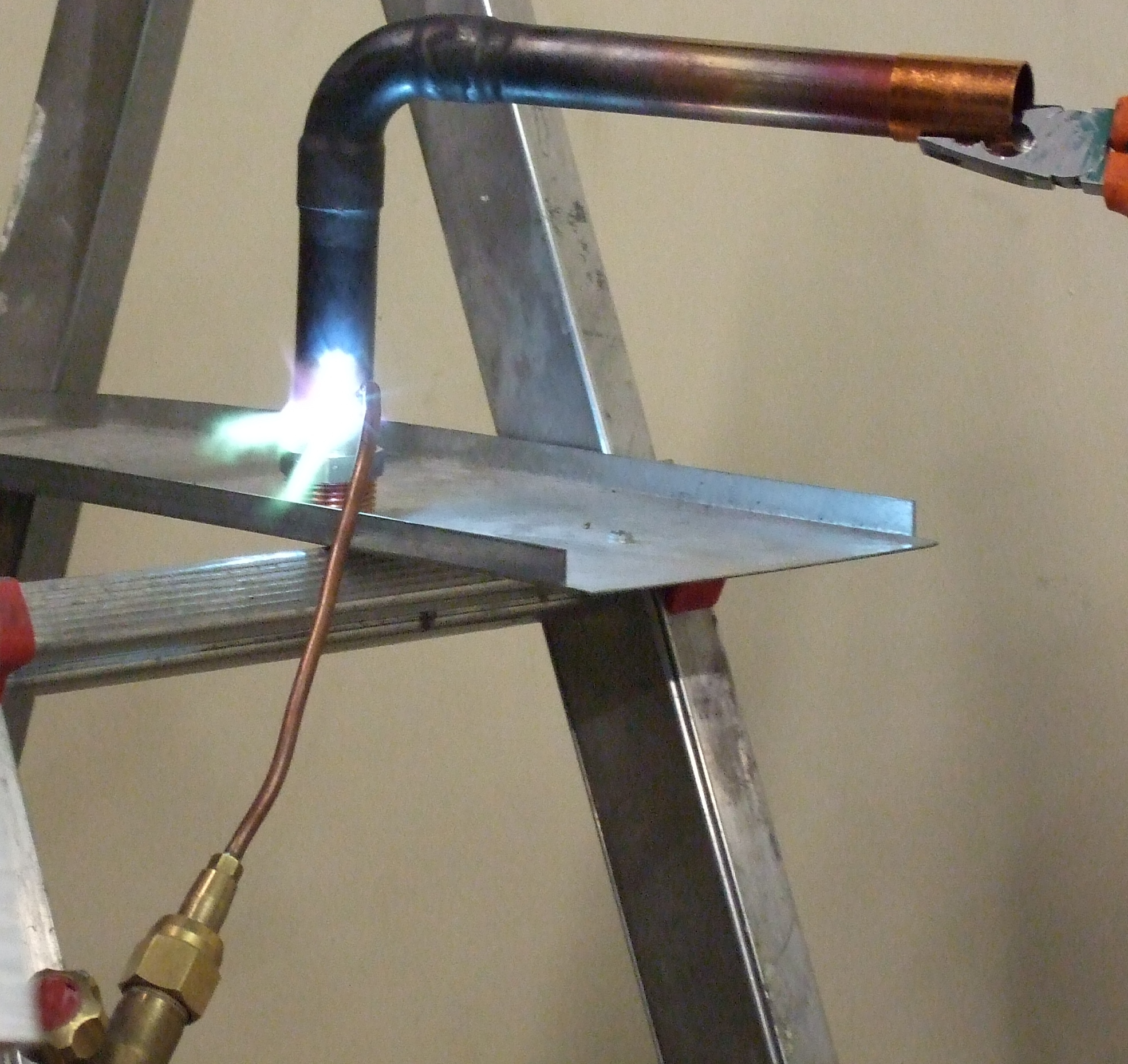
Svařování měděné trubky

### Technika svařování
Svařování plamenem je jedna z nejnáročnějších metod svařování a vyžaduje značnou zručnost svářeče, který musí hořákem v jedné ruce nahřívat svarové plochy základního materiálu a druhou rukou přidávat do svarové lázně přídavný materiál, tj. svařovací drát. Při svařování se postupuje buď technikou vpřed (vlevo) nebo vzad (vpravo).
Při svařování vpřed je svařovací drát veden před hořákem ve směru svařování, sklon hořáku a drátu je přibližně 45°. Tento postup je jednodušší na provádění i naučení, ale hrozí riziko rychlého chladnutí svaru, jeho následného zkřehnutí, vzniku vnitřních napětí a neuspokojivých mechanických vlastností svarového kovu. Proto se doporučuje používat pouze u tenkých plechů, u měděných a mosazných plechů nebo šedé litiny.
Při svařování vzad plamen nejenom roztavuje základní materiál a svařovací drát, který se vkládá za hořák, ale jeho chvost (c) navíc chrání tuhnoucí lázeň před okolní atmosférou a zpomaluje chladnutí. Tím lze dosáhnout kvalitně provedeného svaru při zaručeném provaření kořene, menších vnitřních napětí a deformací po svařování.

### Typy svarů

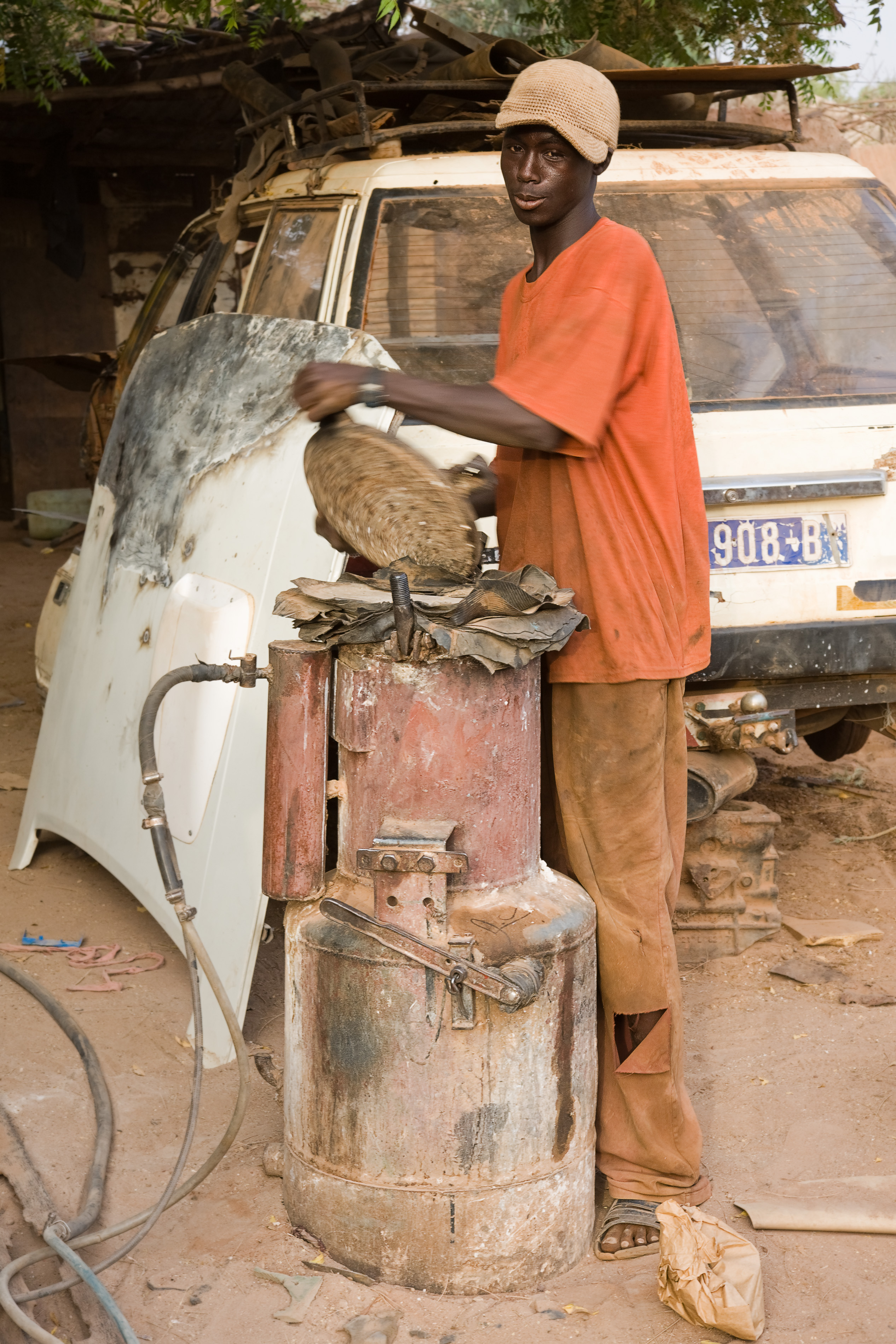
Vyvíječ acetylenu

Pro plamenové svařování se přednostně používají lemové svary pro tloušťky plechu od 0,2 do 2,0 mm a tupé svary I pro tloušťky plechu od 1 do 4 mm. Pro větší tloušťky až do 12 mm se vyžaduje úprava svarové plochy, tedy tupé svary V a X. Koutové svary se touto metodou svařovat nedoporučuje a je vhodnější je nahradit svary tupými.

## Vybavení
Svařovací zařízení pro svařování plamenem se skládá ze zásobníků plynů, redukčních ventilů, pojistek proti zpětnému šlehnutí, hadic a hořáku.
Jako zásobníky se dříve používaly vyvíječe acetylenu, které se dnes užívají spíše sporadicky. Pro provozy s velkou spotřebou plynů se používají centrální rozvody plynů.
Nejflexibilnější způsob je použití tlakových lahví jak pro hořlavé plyny, tak i pro kyslík.
Redukční ventily snižují tlak plynu ze zásobníku na tlak pracovní, který je používán pro svařování, a zároveň jej udržují na konstantní úrovni.
Pojistky proti zpětnému šlehnutí se umísťují mezi hořák a redukční ventil tak, aby zabránily proniknutí plamene do redukčního ventilu a zásobníku plynu při zpětném šlehnutí plamene.
Vysokotlakými hadicemi se zásobuje svařovací nebo řezací hořák od zásobníku plynů. Pro hadice se používají pryžové materiály s textilní kostrou. Modrou barvou se zpravidla označují hadice dodávající kyslík a červenou hadice pro acetylen nebo jiné hořlavé plyny.
Nejpodstatnější částí jsou hořáky, které používají buď nízkotlaké nebo vysokotlaké. Nízkotlaké hořáky používají zařízení nazývané injektor, kde proudící kyslík o vyšším tlaku (250 kPa) nasává acetylen o podstatně nižším tlaku (cca 2 kPa). Vysokotlaké hořáky se používají v kombinaci s rozpuštěným acetylenem v tlakové láhvi při tlaku cca 0,8 MPa. Ve svařovacím hořáku pak dochází k míšení plynů. Použití daného typu hořáku závisí na typu a velikosti svaru, poloze svařování, použitém plameni a svařovaném materiálu.

## Bezpečnost při svařování
Při používání plamenového svařování je nutné velmi důrazně dbát na bezpečnost provozu, zvláště při manipulaci s lahvemi, hadicemi a hořáky. Je nutné kontrolovat zda nedochází k přehřátí hořáků, které se projevuje střílením z hořáku a ochlazují ponořením do vody., a zpětnému šlehnutí plamene nebo přehřátí lahví s hořlavými plyny i kyslíkem, kdy je nutné lahve uzavřít a urychleně opustit prostor, případně zajistit vzdálené chlazení. V současné době se dají sehnat pojistky proti zpětnému šlehnutí. Nejčastěji výrobce GCE 

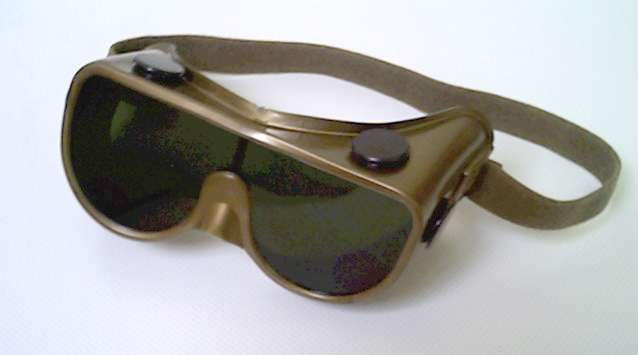
Ochranné svářečské brýle

Svářeč musí být vybaven osobními ochrannými pracovními prostředky, mj. i ochrannými brýlemi, pro které dostačuje nižší stupeň ztmavení než jaký se požaduje často DIN 4 nebo 5. 

### Zpětné šlehnutí plamene
Zpětné šlehnutí kyslíko-acetylenového plamene je fenomén při němž dojde ke vniknutí plamene do svařovacího hořáku, kde dojde k nežádoucímu zapálení a hoření směsi plynů. Při nesprávném postupu svářeče může dojít k vniknutí plamene do hadic případně do zásobníků plynů.
Zpětné šlehnutí se projevuje třaskavým zvukem při kterém plamen zhasne, periodicky či neperiodicky se opakujícím nebo hvízdáním v injektoru hořáku.
Příčiny vzniku zpětného šlehnutí lze nalézt při výstupní rychlosti plamene nižší než je 70 m/s, nečistotách v injektoru hořáku, hadicích, znečištěné trysce hořáku, poškozeném hořáku nebo redukčním ventilu. Viníkem vzniku zpětného šlehnutí často bývá znečištěná hubice, nízký pracovní tlak nebo nízký tlak v lahvích. A nad teplotu 350 °C, která je teplotou vznícení kyslíko-acetylenové směsi.
Zpětnému šlehnutí lze zabránit dodržováním zásad používání funkčního, pravidelně čištěného vybavení, tj. hořáku, hadic, redukčního ventilu, pravidelným chlazením hořáku (zvláště při svařování koutových svarů) ponořením do vody, správným seřízením plamene resp. jeho výstupní rychlosti a v neposlední řadě použitím pojistek zpětného šlehnutí.